# Джоуї Гамаш
Джоуї Гамаш (англ. Joey Gamache; нар. 20 травня 1966, Льюїстон) — американський професійний боксер, чемпіон світу за версією WBA у другій напівлегкій (1991) і у легкій вазі (1992).

## Професіональна кар'єра
28 червня 1991 року, маючи рекорд 24-0, Джоуї Гамаш вийшов на бій за вакантний титул чемпіона світу за версією WBA у другій напівлегкій вазі проти Джеррі Нгобені (ПАР) і здобув перемогу технічним нокаутом в десятому раунді. Не провівши жодного захисту, того ж року відмовився від завойованого титулу.
13 червня 1992 року вийшов на бій за вакантний титул чемпіона світу за версією WBA у легкій вазі проти Чон Чхіль Сон (Південна Корея) і здобув перемогу технічним нокаутом в дев'ятому раунді. 24 жовтня 1992 року в першому захисті зазнав поразки технічним нокаутом в одинадцятому раунді від Тоні Лопеса (США).
10 грудня 1994 року зазнав поразки нокаутом в другому раунді від непереможного чемпіона WBA у легкій вазі Орзубека Назарова (Киргизстан).
31 березня 1996 року в бою проти Роккі Мартінеса завоював малозначимий титул WBU. 12 жовтня 1996 року програв технічним нокаутом у восьмому раунді Хуліо Сезар Чавесу (Мексика).
В своєму останньому бою 26 лютого 2000 року Джоуї Гамаш був брутально нокаутований на початку другого раунду Артуро Гатті (Канада).